# Gundis-Evangelistar

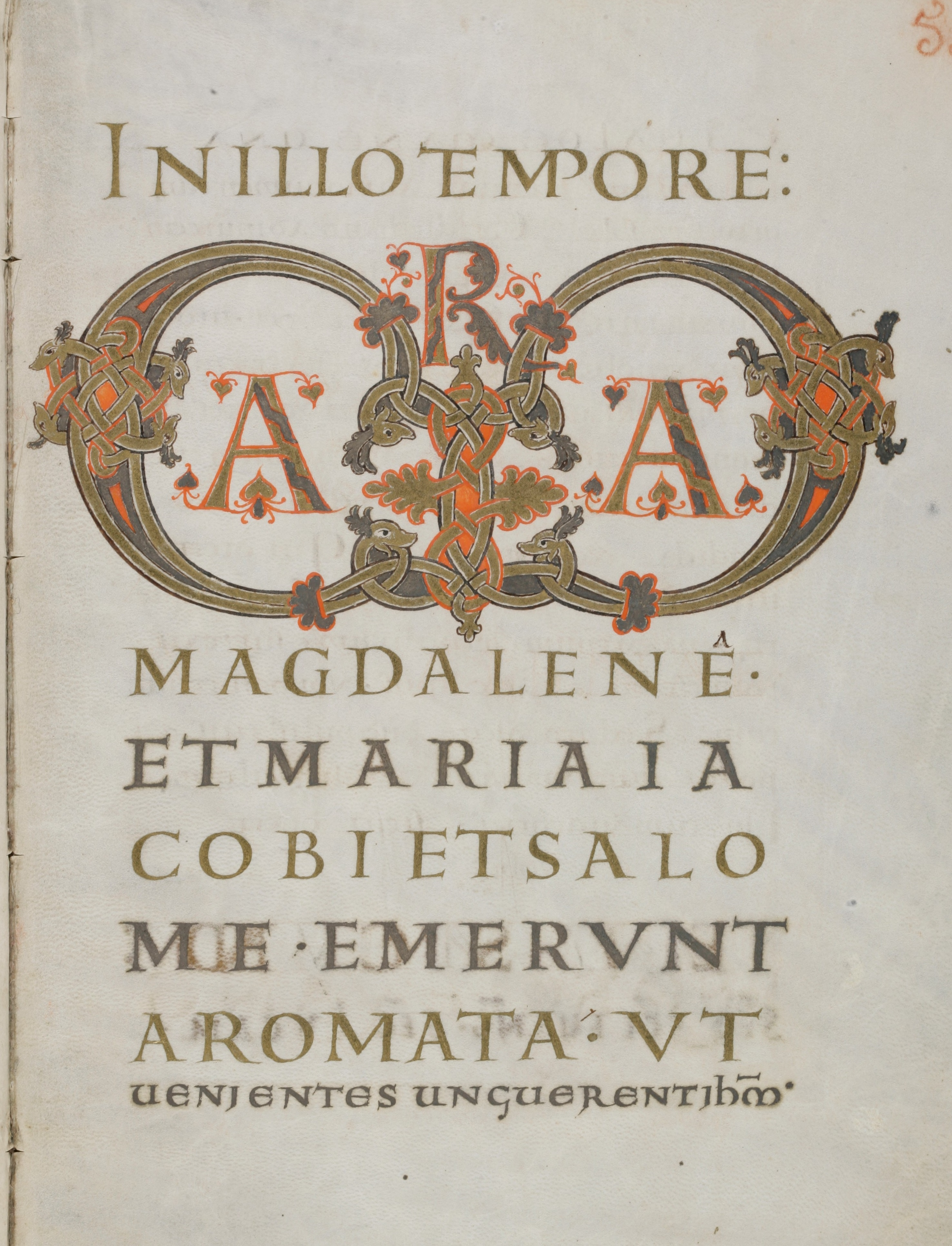
Gundis-Evangelistar, Anfang des Evangeliums vom Ostersonntag mit dem Monogramm Maria

Das Gundis-Evangelistar (auch Gundis-Codex) ist ein liturgisches Evangelistar, das um 900 im Kloster St. Gallen entstand. Es gilt als eine der prachtvollsten liturgischen Handschriften des Klosters St. Gallen. Das Evangelistar enthält die nach dem Kirchenjahr geordneten Evangelienlesungen. Der Name Gundis auf einem Brokatband auf der zweiten Vorsatzseite bezeichnet vermutlich die Stifterin der Handschrift.
Einzigartig in der St. Galler Buchmalerei ist das monumentale Maria-Monogramm bei der Evangelienlesung des Ostersonntags. Das Evangelistar zeichnet sich durch eine sorgfältige und regelmässige Schrift sowie durch über 120 grössere und kleinere Initialen mit prächtigen Ranken-, Blatt-, Blüten-, Flecht- und Tierornamenten aus.
Das originale Evangelistar befindet sich heute in der Stiftsbibliothek St. Gallen und ist als Cod. Sang. 54 geführt. Es gehört zu den ständig präsenten Ausstellungsgütern der Stiftsbibliothek. Zudem ist es im Rahmen des e-codices-Projekts der Universität Fribourg als Digitalisat zugänglich.

## Entstehung und Bedeutung
Das Evangelistar stammt aus der Blütezeit des Klosters St. Gallen. Es ist im Vergleich zu anderen Evangelistaren, wie zum Beispiel Sang. 367 (Nr. 35) in der Stiftsbibliothek St. Gallen, das nur 82 Perikopen enthält, ein stark erweitertes Festtagsevangelistar. Wie Sang. 367 enthält das Gundis-Evangelistar keine Heiligenfeste, auch nicht das Gallusfest. Auf dem Titelblatt (S. 4) steht „Libellulus“ („ganz kleines Büchlein“), was der Kunsthistoriker Anton von Euw als „fast ironische Bescheidenheitsfloskel des Kompilators“ bezeichnete.
Das Gundis-Evangelistar ist nur eine von zwei der frühmittelalterlichen Prachthandschriften der Stiftsbibliothek, die mit dem Namen einer Frau verbunden sind. Das andere ist das Evangelium Longum. Beide entstanden während des Abbatiats von Abtbischof Salomo (890 bis 920). Unter anderem durch dendrochronologische Untersuchungen des Einbands konnte die Entstehung des Evangelium Longum auf 894/5 datiert werden. Das Gundis-Evangelistar ist nach Anton von Euws Einschätzung aufgrund stilistischer Besonderheiten etwas früher entstanden. Früher ging man davon aus, dass sich die Bezeichnung „GVNDIS“ auf dem Vorderdeckel bzw. der zweiten Vorsatzseite auf die Besitzerin der Handschrift bezieht. Heute geht man dagegen davon aus, dass es sich um die Stifterin des Evangelistars handelt.
Das Gundis-Evangelistar gehört zu einer stattlichen Anzahl liturgischer Handschriften, die von der Mitte des 9. Jahrhunderts bis zur Mitte des 10. Jahrhunderts im Skriptorium des Klosters St. Gallen für den eigenen Gebrauch oder die Weitergabe an andere Kirchen und Klöster geschrieben wurden. Später angebrachte Interpunktionszeichen und Neumen auf bestimmten Silben in einigen der Perikopen belegen, dass die Evangelien in der Messe feierlich rezitiert wurden.

## Inhalt
Das Evangelistar enthält 124 Perikopen, d. h. Evangelienlesungen, die nach dem Kirchenjahr geordnet sind. Die Lesungen sind für die Festtage von Weihnachten bis Mariä Empfängnis (8. Dezember) bestimmt, weitere für Apostel-, Bekenner- und Märtyrerfeste sowie für das Kirchweihfest. Letzteres wurde in St. Gallen am 17. Oktober, dem Tag nach dem Gallusfest, gefeiert.
Die Handschrift ist im Detail wie folgt gegliedert:
- S. 1–3 leer
- S. 4–24 Weihnachtskreis
- S. 25–52 Vorfasten- und Fastenzeit
- S. 53–79 Osterkreis
- S. 80–141 Pfingsten und Sonntage nach Pfingsten
- S. 141–148 Adventszeit
- S. 149–179 Commune sanctorum
- S. 180–182 Kirchweihe
- S. 183–184 ursprünglich leer
- S. 185 zwei Zeilen mit den Namen „Bischozisuuir. Lanfrit. Ruodof. Pertker. Ruozeman. Azechint. Hartman. Iovo. Chuono. Pernhere. Heinric. Pruininc.“ Es fehlen Hinweise, um die Bedeutung dieser Namen einordnen zu können.[5]

## Beschreibung
Das Evangelistar umfasst 185 Seiten im Format von 30,3 × 21,2 cm. Der Schriftspiegel misst 20 × 15,5 cm und ist einspaltig in 22 Zeilen angeordnet. Der Codex ist in karolingischer Minuskel mit schwarzer Tinte verfasst worden, wahrscheinlich von zwei Schreibern. Der Hauptschreiber gehört zum Kreis der Gross-I-Schreiber um Folchart. Die Perikopen beginnen in der Regel mit einer Überschrift in goldener und silberner Capitalis quadrata oder Capitalis rustica und Unziale, gefolgt von einer grossen Initiale in Gold, Silber und Minium und einer ersten Textzeile in Unziale. Dies und das Format wurden von Adolf Merton als bewusster Rückgriff auf den Habitus der sogenannten mittleren karolingischen Gruppe der Stiftsbibliothek St. Gallen (z. B. Codex 367) gedeutet. Die schönen Proportionen des Codex wurden nicht wie bei anderen Handschriften durch Beschneidung verstümmelt.

### Einband
Der Holzdeckel des Codex ist mit roter Seide überzogen. Mit zwei Lederschliessen mit Messingbeschlägen aus dem 15./16. Jahrhundert kann er geschlossen werden. Auf dem Vorderdeckel befand sich früher eine rote Goldborte in Brettchenarbeit mit farbigen Seidenfäden und um helle Seide gesponnenem Golddraht, in den mit weissem und blauem Faden die Buchstabenfolge „GVNDIS“ eingearbeitet war. Diese Inschrift wurde später auf die zweite Umschlagseite der Handschrift übertragen, vermutlich um Beschädigungen zu vermeiden. Deutlich sichtbare Nagelspuren an den Seiten des Einbandes deuten auf seine Verwendung als Buchdeckelschmuck hin.

### Initialen
Der Codex zeichnet sich durch die Qualität und Vielfalt der über 120 kleineren und grösseren Initialen aus, die mit Ranken, Flechtband, Palmetten, Pfeil- und Spriralblättern, Rosetten oder Kügelchen und Tieren prächtig verziert sind. Für die Initialen wurden grosszügig Gold und Silber verwendet, ausnahmsweise auch die Farbe Grün. Dies entspricht dem Stil anderer Handschriften, die unter dem Abbatiat von Abtbischof Salomo entstanden sind. Das Evangelistar gehört damit zu den bedeutendsten Werken spätkarolingischer Iniatialkunst.
Anton von Euw sieht den Ausgangspunkt der Initialkunst des Gundis-Evangeliars in der barocken Phase der Folchart, die der Illuminator jedoch in neue, vegetabilisch andere und naturnähere Formen gebracht hat. Insgesamt zeigte der Illuminator eine ausserordentliche Kompositionslust und Spielfreude mit dem alten Repertoire, was sich z. B. in den an Geweihe erinnernden Ohren des Kopfes des „R“ auf S. 78 zeigt. Anton von Euw hebt noch den folgenden Initialschmuck hervor:
- Beispiele für naturnahe Formen:
  - Regenbogenforellen im „C“ auf Seite 67 und im „E“ auf Seite 91
  - Pfau im „A“ auf Seite 102
  - Singvogel im „A“ auf Seite 130
  - Menschenhand, die zwei Blätter hält, die das „U“ auf Seite 94 bilden
  - Buchstabengewächs des „A“ auf Seite 132
- Architekturzitat im „I“ auf Seite 110
- Wiederverwendung von Formen aus der Wolfcoz-Zeit (Sang. 367), darunter der embryonale Hund oder Drachen, im „C“ auf Seite 125

Ab Seite 118 setzte der Künstler auch Zinnoberrot ein und bildete mit Goldtrauben, Dreiblättern und Goldkugeln feines Rankwerk.

#### Weihnachten
Die weihnachtlichen Initialseiten (Seite 4 und 5) sind besonders prachtvoll gestaltet mit zwei halbseitigen Initialen („I“ auf Seite 4 und „C“ auf Seite 5), denen jeweils neun Zeilen in Capitalis quadrata und drei bzw. zwei Zeilen in Unziale in abwechselnd goldener und schwarz oxydierter Silbertinte folgen. Die Gestaltung der I-Initiale auf Seite 4 entspricht exakt der des St. Galler Evangelistars mit der Signatur VadSlg Ms. 294, f. 17v aus der Vadianischen Sammlung. Die C-Initiale auf Seite 5 zeichnet sich durch die sparsame Verwendung von grossen Blatt- und Rankenmotiven aus, die streng symmetrisch als Füllung gesetzt sind.

#### Ostern mit Maria-Monogramm
Auf den Osterseiten 53 und 55 erzielte der Künstler durch den Wechsel von schwarzen und roten Umrisslinien und durch eine überlegte Verteilung der Metalle eine besondere koloristische Wirkung.
Die Osternacht auf Seite 53 zeichnet sich durch eine U-Initiale aus, die von Überschriften in goldener und silberner Capitalis quadrata, Capitalis rustica und Unziale begleitet wird. Trotz der vielen Details ist der Initialkörper durch die Verwendung von Ringen und Bändern fest geschlossen.
Die Titelseite zum Osterfest (Seite 55) ist besonders gestaltet, um den Höhepunkt des Kirchenjahres, die Auferstehung Christi, hervorzuheben. Die Schriftzeilen der Seite sind abwechselnd in Gold und Silber gehalten. Die zweite Zeile besteht nur aus dem Namen „Maria“ (von Maria Magdalena) und ist zu einem prächtigen Monogramm ausgearbeitet, in das zwölf Tierköpfe und Ranken eingearbeitet sind. Adolf Merton beschrieb es so: „Der Mittelstamm des unzialen M dient zugleich als I, das R füllt den Raum zwischen den hohen Bögen des M, deren Rundungen die beiden symmetrisch gestellten A umschließen.“